# MakeHuman
Makehuman™ è un'applicazione open source per la realizzazione di prototipi di umanoidi in computer grafica 3D. Il software è sviluppato da una comunità di programmatori, artisti, accademici, interessati alla modellazione 3D.

## Tecnologia
MakeHuman™ è sviluppato utilizzando la tecnologia di morphing: si parte da un umano base standard che può essere trasformato in una gran varietà di personaggi, ottenuti da interpolazione lineare.
Ad esempio, da 4 morphing target principali (bambino, adolescente, giovane, anziano) è possibile ottenere tutte le forme intermedie.
Usando questa tecnologia, con un gran database di morphing target, sarebbe virtualmente possibile riprodurre qualsiasi personaggio.
Per accedere e manipolare centinaia di morphing si utilizza una GUI molto semplice. Il software utilizza parametri comuni, come altezza, peso, sesso, etnicità, tono muscolare.
In modo da essere disponibile su tutti i sistemi operativi, a partire dalla versione 1.0 alpha 8 MakeHuman™ è stato sviluppato in Python usando OpenGL e QT, con un'architettura completamente realizzata con plugin.
Il software è progettato per la modellazione di umani virtuali, con un sistema di pose semplici e complete, che include la simulazione dei movimenti muscolari. La struttura dell'interfaccia è differente da quella di altri programmi di grafica, che comprendono innumerevoli parametri, è più facile da utilizzare, veloce ed intuitiva e dà la possibilità di accedere ai numerosi parametri che occorrono per modellare la figura umana.
Lo sviluppo di MakeHuman scaturisce da un dettagliato studio tecnico ed artistico delle caratteristiche morfologiche del corpo umano. Il lavoro consiste nel morphing, usando l'interpolazione lineare di traslazione e rotazione. Con questi due metodi insieme a un semplice calcolo di un fattore di forma,  e un algoritmo di mesh relaxing si raggiungono risultati di qualità eccezionale, ad esempio il corretto movimento muscolare che accompagna la rotazione degli arti.

## Licenza
MakeHuman è totalmente open source. Il personaggio generato da MakeHuman è distribuito sotto la licenza CC0, in modo da poter essere liberamente usato per progetti commerciali e non. Il database e il codice sono invece distribuiti sotto la GNU Affero General Public License.

## Premi
Nel 2004 MakeHuman™ ha vinto il premio Suzanne Award come miglior script Python per Blender.

## Storia del software
Il predecessore di MakeHuman è stato MakeHead, uno script Python per Blender, sviluppato nel 1999 da Manuel Bastioni, artista e programmatore, che un anno dopo ha creato un team di persone appassionate e ha distribuito la prima versione di MakeHuman per Blender. Il progetto si è evoluto e, nel 2003 è stato ufficialmente riconosciuto dalla Blender Foundation e ospitato in https://projects.blender.org/.
Nel 2004 lo sviluppo si è fermato poiché era difficoltoso progettare uno script Python così esteso utilizzando solo Blender API.
Ma nel 2005, MakeHuman è stato trasferito fuori da Blender, ospitato in SourceForge e riscritto totalmente in C.
Negli anni successivi, il software gradualmente è passato dal C al C++. Anche se efficiente, era molto complesso da sviluppare e manutenere, quindi nel 2009 il team ha deciso di ritornare al linguaggio Python (con una piccola parte centrale in C) e di distribuirlo come MakeHuman™ 1.0 pre-alpha. Lo sviluppo è continuato al ritmo di 2 releases all'anno. Nel 2012, è stato distribuito MakeHuman™ 1.0 alpha 7.

## Utilizzi nella ricerca
Per la liberalità della licenza adottata, il software Makehuman è ampiamente utilizzato dai ricercatori per scopi scientifici.
La mesh di MakeHuman è usata nel disegno industriale, dove è necessario per verificare l'antropometria dei vari progetti, nella ricerca di realtà virtuale, per riprodurre velocemente avatar da misure o riprese video.
I personaggi di MakeHuman sono spesso utilizzati nell'ingegneria biomedica e in biomeccanica, per simulare il comportamento del corpo umano in certe condizioni o trattamenti.
Il software è stato usato per lo sviluppo di sistemi di addestramento a interventi visio-aptici. Le simulazioni visio-aptiche combinano il senso tattile con le informazioni visive e offrono scenari realistici di addestramento, per acquisire, migliorare e valutare le competenze e le conoscenze di chirurghi esperti.
Anche la ricostruzione virtuale del corpo umano 3D è stata fatta con questo strumento.
Makehuman ha permesso la creazione di umanoidi virtuali per lo sviluppo di avatar per il linguaggio dei segni irlandese.
I modelli di umani virtuali 3D, creati con il software sono stati adattati per la simulazione dei movimenti del linguaggio dei segni, in particolare allo scopo di visualizzare il linguaggio dei segni sudafricano.
Il modello di personaggio umano per il progetto di costruzione di un sistema di neuroni specchio artificiali è stato generato con MakeHuman.